# Apterostigma bruchi
Apterostigma bruchi is een mierensoort uit de onderfamilie van de Myrmicinae. De wetenschappelijke naam van de soort is voor het eerst geldig gepubliceerd in 1919 door Santschi.